# FC Tobol
FC Tobol (tiếng Kazakh: Тобыл Футбол Клубы) là một câu lạc bộ bóng đá Kazakhstan có sân nhà là Sân vận động trung tâm ở Kostanay. Họ thi đấu tại Giải bóng đá ngoại hạng Kazakhstan kể từ khi thành lập năm 1992, đội vô địch Giải bóng đá ngoại hạng Kazakhstan mùa giải 2010, và chưa bao giờ về đích dưới vị trí thứ tư từ mùa giải 2002 đến 2010.

## Lịch sử
Cùng với thất bại bất ngờ trước Kyzylzhar tại Cúp bóng đá Kazakhstan 2016, huấn luyện viên Dmitriy Ogai rời khỏi câu lạc bộ theo thỏa thuận đôi bên, và Oleg Lotov được bổ nhiệm làm huấn luyện viên tạm quyền ngày 30 tháng 4 năm 2016. Lotov được thay thế bởi Omari Tetradze ngày 30 tháng 5 năm 2016.

### Tên gọi
- 1967: Thành lập với tên gọi Avtomobilist
- 1982: Đổi tên thành Energetik
- 1990: Đổi tên thành Kustanayets
- 1992: Đổi tên thành Khimik
- 1995: Đổi tên thành Tobol

### Lịch sử giải quốc gia
| Mùa giải | Hạng  | Vị thứ | St | T  | H  | B  | Bàn thắng | Bàn thua | Điểm | Cúp quốc gia | Vua phá lưới                                      |
| -------- | ----- | ------ | -- | -- | -- | -- | --------- | -------- | ---- | ------------ | ------------------------------------------------- |
| 1992     | thứ 1 | 13     | 26 | 7  | 3  | 16 | 29        | 45       | 17   |              | V.Velman –                                        |
| 1993     | thứ 1 | 8      | 22 | 7  | 5  | 10 | 26        | 31       | 19   |              | O.Malyshev – 19                                   |
| 1994     | thứ 1 | 10     | 30 | 11 | 5  | 14 | 42        | 37       | 27   |              | M.Nizovtsev – 20                                  |
| 1995     | thứ 1 | 12     | 30 | 10 | 6  | 14 | 28        | 33       | 36   |              | O.Malyshev –                                      |
| 1996     | thứ 1 | 11     | 34 | 10 | 15 | 9  | 35        | 35       | 45   |              | O.Malyshev –                                      |
| 1999     | thứ 1 | 8      | 30 | 12 | 5  | 13 | 28        | 29       | 41   |              | E.Glazunov –                                      |
| 2000     | thứ 1 | 7      | 28 | 13 | 3  | 12 | 42        | 39       | 42   |              | A.Gornalev –                                      |
| 2001     | thứ 1 | 6      | 32 | 15 | 4  | 13 | 48        | 43       | 49   |              | Zhumaskaliyev – 12                                |
| 2002     | thứ 1 | 3      | 32 | 15 | 7  | 10 | 45        | 43       | 52   |              | M.Mazbaev – 9                                     |
| 2003     | thứ 1 | 2      | 32 | 24 | 4  | 4  | 55        | 19       | 76   | Á quân       | Zhumaskaliyev – 16                                |
| 2004     | thứ 1 | 3      | 36 | 22 | 11 | 3  | 87        | 27       | 60   |              | Bakayev – 22                                      |
| 2005     | thứ 1 | 2      | 30 | 21 | 6  | 3  | 53        | 21       | 69   |              | Bakayev – 15                                      |
| 2006     | thứ 1 | 3      | 30 | 16 | 8  | 6  | 43        | 22       | 56   |              | Zhumaskaliyev – 14                                |
| 2007     | thứ 1 | 2      | 30 | 19 | 7  | 4  | 60        | 20       | 64   | Vô địch      | S.Ostapenko – 10                                  |
| 2008     | thứ 1 | 2      | 30 | 20 | 7  | 3  | 58        | 21       | 67   | Bán kết      | A.Golban –                                        |
| 2009     | thứ 1 | 4      | 26 | 14 | 9  | 3  | 54        | 23       | 51   | Vòng Hai     | W.Baýramow – 18                                   |
| 2010     | thứ 1 | 1      | 32 | 19 | 7  | 6  | 53        | 25       | 64   | Tứ kết       | U.Bakayev – 16                                    |
| 2011     | thứ 1 | 7      | 32 | 14 | 3  | 15 | 48        | 44       | 32   | Á quân       | S.Gridin – 12                                     |
| 2012     | thứ 1 | 6      | 26 | 13 | 6  | 7  | 42        | 27       | 45   | Tứ kết       | B.Dzholchiyev – 8                                 |
| 2013     | thứ 1 | 7      | 32 | 14 | 6  | 12 | 48        | 33       | 35   | Tứ kết       | I.Bugaiov – 13                                    |
| 2014     | thứ 1 | 7      | 32 | 10 | 12 | 10 | 35        | 35       | 26   | Tứ kết       | T.Šimkovič – 5 N.Zhumaskaliyev – 5 J.Jeslínek – 5 |
| 2015     | thứ 1 | 7      | 32 | 12 | 6  | 14 | 32        | 42       | 30   | Bán kết      | T.Šimkovič – 5 N.Zhumaskaliyev – 5 U.Kalu – 5     |
| 2016     | thứ 1 | 7      | 32 | 12 | 5  | 15 | 40        | 10       | 41   | Vòng 16 đội  | S.Khizhnichenko – 10                              |

### Lịch sử giải châu lục
Tobol có màn trình diễn tuyệt vời tại màn ra mắt đấu trường châu Âu đầu tiên, vào đế Vòng Ba của Cúp Intertoto 2003. Họ đánh bại Polonia Warszawa và Sint-Truiden, trước khi thất bại trước SV Pasching. Tại Cúp UEFA 2006-07 FC Basel rất khó để đánh bại Tobol. Họ vô địch Cúp Intertoto 2007, khi đánh bại FC Zestafoni, Slovan Liberec và OFI Crete và vào đến vòng loại thứ hai của Cúp UEFA 2007-08.
| Mùa giải | Giải đấu                                    | Vòng | Đối thủ             | Sân nhà | Sân khách | Tổng tỉ số |
| -------- | ------------------------------------------- | ---- | ------------------- | ------- | --------- | ---------- |
| 2003     | Cúp Intertoto                               | 1R   | Polonia Warszawa    | 2–1     | 3–0       | 5–1        |
| 2003     | Cúp Intertoto                               | 2R   | Sint-Truidense      | 1–0     | 2–0       | 3–0        |
| 2003     | Cúp Intertoto                               | 3R   | SV Pasching         | 0–1     | 0–3       | 0–4        |
| 2006–07  | UEFA Cup                                    | 1Q   | FC Basel            | 0–0     | 1–3       | 1–3        |
| 2007     | Cúp Intertoto                               | 1R   | FC Zestafoni        | 3–0     | 0–2       | 3–2        |
| 2007     | Cúp Intertoto                               | 2R   | Slovan Liberec      | 1–1     | 2–0       | 3–1        |
| 2007     | Cúp Intertoto                               | 3R   | OFI Crete           | 1–0     | 1–0       | 2–0        |
| 2007–08  | UEFA Cup                                    | 2Q   | Dyskobolia Grodzisk | 0–1     | 0–2       | 0–3        |
| 2008–09  | UEFA Cup                                    | 1Q   | Austria Wien        | 1–0     | 0–2       | 1–2        |
| 2009–10  | UEFA Europa League                          | 2Q   | Galatasaray         | 1–1     | 0–2       | 1–3        |
| 2010–11  | UEFA Europa League                          | 1Q   | Zrinjski Mostar     | 1–2     | 1–2       | 2–4        |
| 2011–12  | Giải vô địch bóng đá các câu lạc bộ châu Âu | 2Q   | Slovan Bratislava   | 1–1     | 0–2       | 1–3        |

## Danh hiệu
Giải bóng đá ngoại hạng Kazakhstan (1)2010
Cúp bóng đá Kazakhstan (1)2007
Cúp Intertoto (1)2007

## Đội hình hiện tại
Tính đến 26 tháng 7 năm 2016
Ghi chú: Quốc kỳ chỉ đội tuyển quốc gia được xác định rõ trong điều lệ tư cách FIFA. Các cầu thủ có thể giữ hơn một quốc tịch ngoài FIFA.
| Số | VT | Quốc gia           | Cầu thủ                              |
| -- | -- | ------------------ | ------------------------------------ |
| 1  | TM | Kazakhstan         | Vladimir Loginovsky (mượn từ Astana) |
| 2  | HV | Kazakhstan         | Rafkat Aslan                         |
| 3  | TV | Croatia            | Denis Glavina                        |
| 4  | HV | Cộng hòa Trung Phi | Fernander Kassaï                     |
| 5  | TV | Litva              | Artūras Žulpa                        |
| 6  | TV | Kazakhstan         | Daniel Choi                          |
| 7  | TV | Kazakhstan         | Timur Dosmagambetov                  |
| 8  | HV | Kazakhstan         | Viktor Dmitrenko                     |
| 9  | TV | Kazakhstan         | Nurbol Zhumaskaliyev                 |
| 10 | TĐ | Nga                | Shamil Asildarov                     |
| 11 | TV | Kyrgyzstan         | Raul Jalilov                         |
| 17 | HV | Kazakhstan         | Dmitri Miroshnichenko                |

| Số | VT | Quốc gia           | Cầu thủ              |
| -- | -- | ------------------ | -------------------- |
| 18 | HV | Kazakhstan         | Mark Gorman          |
| 19 | HV | Kazakhstan         | Nurtas Kurgulin      |
| 20 | TĐ | Cộng hòa Macedonia | Dušan Savić          |
| 22 | TV | România            | Ciprian Deac         |
| 23 | HV | Ukraina            | Serhiy Yavorskyi     |
| 28 | HV | Kazakhstan         | Anuar Agaysin        |
| 30 | TM | Kazakhstan         | Sultan Busurmanov    |
| 35 | TM | Kazakhstan         | Aleksandr Petukhov   |
| 50 | TĐ | Kazakhstan         | Temirlan Elmurzaev   |
| 77 | TV | Nga                | Almir Mukhutdinov    |
| 81 | TV | Áo                 | Tomáš Šimkovič       |
| 91 | TĐ | Kazakhstan         | Sergei Khizhnichenko |

### Cho mượn
Ghi chú: Quốc kỳ chỉ đội tuyển quốc gia được xác định rõ trong điều lệ tư cách FIFA. Các cầu thủ có thể giữ hơn một quốc tịch ngoài FIFA.
| Số | VT | Quốc gia   | Cầu thủ                      |
| -- | -- | ---------- | ---------------------------- |
| 14 | TV | Kazakhstan | Yevgeniy Levin (at Akzhayik) |

### Đội dự bị
Ghi chú: Quốc kỳ chỉ đội tuyển quốc gia được xác định rõ trong điều lệ tư cách FIFA. Các cầu thủ có thể giữ hơn một quốc tịch ngoài FIFA.
| Số | VT | Quốc gia   | Cầu thủ            |
| -- | -- | ---------- | ------------------ |
| 26 | HV | Kazakhstan | Bulat Aulabaev     |
| 27 | HV | Kazakhstan | Amir Amirkhanov    |
| 29 | HV | Kazakhstan | Aset Doskaliyev    |
| 31 | TM | Kazakhstan | Oleg Atamas        |
| 32 | TV | Kazakhstan | Akhmat Berikov     |
| 33 | TV | Kazakhstan | Adil Dzhanaliyev   |
| 34 | TV | Kazakhstan | Kazhigelad Khamzin |
| 36 | HV | Kazakhstan | Ruslan Sultanov    |
| 37 | HV | Kazakhstan | Aleksandr Zhukov   |
| 38 | TV | Kazakhstan | Zhenis Alpysbayev  |
| 39 | TV | Kazakhstan | Temirlan Akhmetov  |

| Số | VT | Quốc gia   | Cầu thủ             |
| -- | -- | ---------- | ------------------- |
| 43 | TV | Kazakhstan | Adilbek Seilov      |
| 44 | HV | Kazakhstan | Nurgeldy Shaken     |
| 46 | TV | Kazakhstan | Vladimir Konovalov  |
| 49 | TV | Kazakhstan | Vladislav Kozhedub  |
| 50 | TĐ | Kazakhstan | Temirlan Elmurzayev |
| 51 | TĐ | Kazakhstan | Temirlan Amirgazy   |
| 52 | TM | Kazakhstan | Rasul Berdyguzhinov |
| 70 | HV | Kazakhstan | Timur Zhakupov      |
| 80 | TĐ | Kazakhstan | Yevgeni Kaptel      |
| 88 | TV | Kazakhstan | Ramiz Mukanov       |
| 95 | HV | Kazakhstan | Erlan Beysembayev   |

## Huấn luyện viên
- Mykhaylo Olefirenko (2002)
- Vladimir Mukhanov (2003–04)
- Dmitriy Ogai (1 tháng 1 năm 2005 – 31 tháng 12 năm 2009)
- Ravil Sabitov (3 tháng 12 năm 2009 – 22 tháng 5 năm 2011)
- Sergei Petrenko (1 tháng 6 năm 2011 – 19 tháng 9 năm 2011)
- Vyacheslav Hroznyi (12 tháng 12 năm 2011 – 31 tháng 12 năm 2012)
- Timur Urazov (1 tháng 1 năm 2013 – 31 tháng 12 năm 2013)
- Sergei Maslenov (1 tháng 1 năm 2014 – 22 tháng 4 năm 2014)
- Vardan Minasyan (23 tháng 4 năm 2014 – 16 tháng 4 năm 2015)
- Sergei Maslenov (16 tháng 4 năm 2015 – tháng 12 năm 2015)
- Dmitriy Ogai (21 tháng 12 năm 2015 – 28 tháng 4 năm 2016)
- Oleg Lotov(Interim) (30 tháng 4 năm 2016 – 30 tháng 5 năm 2016)
- Omari Tetradze (30 tháng 5 năm 2016 –)